# Чепчугово (Свердловская область)
Чепчугово — деревня в Режевском городском округе Свердловской области, Россия.

## География
Деревня Чепчугово муниципального образования «Режевского городского округа» расположена в 13 километрах (по автотрассе в 16 километрах) к северу от города Реж, на левом берегу реки Реж). В окрестностях деревни, в 1,5 километрах к востоку проходит автотрасса Екатеринбург – Алапаевск. 

## Население
| 2002 | 2010 | 2021 |
| ---- | ---- | ---- |
| 4    | ↘1   | ↗25  |